# 金海星
金海星（韓語： 김해성， 1991年4月13日— ），韓國籍男藝人。曾作為紅牌網路服裝品牌代言人，因此受到業界的關注，並獲得參與LG手機全球版廣告之機會。
2016年10月參與臺灣歌手黃美珍新歌《原來我也可以幸福》MV，孫盛希新歌《非關愛情》和《是他不配》MV。及後簽了臺灣機車電視廣告的代言。

## 演出作品

### MV演出
| 歌手        | MV歌曲           | 備注                           |
| 黃美珍      | 原來我也可以幸福 |                                |
| 孫盛希      | 是他不配         | 三立華劇「浮士德的微笑」片頭曲 |
| 孫盛希      | 非關愛情         |                                |
| 蜜蜂少女隊  | GPS 密封令       |                                |
| Leshia 樂夏 | 忘掉他           | 微電影鳥語樹插曲               |
| Leshia 樂夏 | 好想你           | 微電影鳥語樹插曲               |
| Leshia 樂夏 | Recover          | 微電影鳥語樹插曲               |
| 祈錦鈅      | 比心小幸福       |                                |

### 微電影
- 2017 台灣 鳥語樹 飾 阿澤/男主角